# Olsacherite
La olsacherite è un minerale.